# Administrația Națională a Penitenciarelor (Republica Moldova)

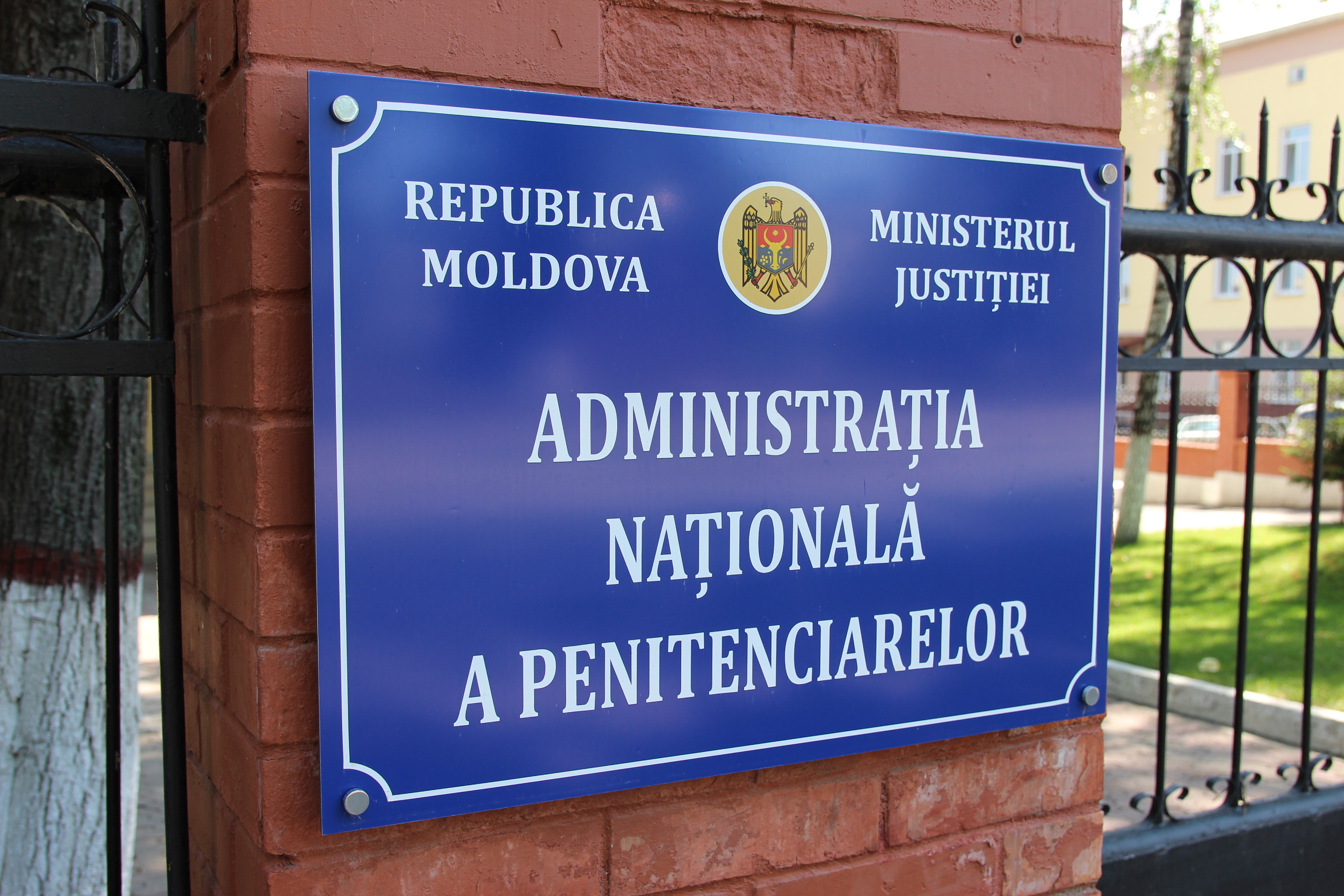
Administrația Națională a Penitenciarelor

Administrația Națională a Penitenciarelor (ANP) este organul central de specialitate, cu statut de subdiviziune a Ministerului Justiției din Republica Moldova, care exercită atribuțiile și implementează politica statului în domeniul punerii în executare a pedepselor penale cu închisoarea și detențiunea pe viață, a măsurii arestului preventiv, a sancțiunii arestului contravențional, precum și a măsurilor de siguranță aplicate persoanelor private de libertate. Activitatea ANP se desfășoară exclusiv în baza și pentru executarea legii, în conformitate cu principiile legalității, respectării drepturilor și libertăților fundamentale ale omului, imparțialității și nediscriminării, răspunderii personale și profesionalismului, transparenței, respectării secretului de stat și a altor informații oficiale cu accesibilitate limitată. 

## Organizare

### Aparatul central
- Director ANP

Direcția generală management instituțional
Direcția analitică și planificare
Direcția resurse umane
Direcția juridică
Direcția financiară
Direcția secretariat
Secția cooperare și programe externe
Direcția protecție internă
Direcția medicală
Direcția inspecție penitenciară
Serviciul audit intern
Serviciul mass-media
- Director adjunct

Direcția generală detenție
Direcția siguranță și regim penitenciar
Direcția reintegrare socială
Direcția generală evidență și transfer
Direcția evidență deținuți
Direcția pază și escortare
Direcția comenduire
- Director adjunct

Direcția generală logistică și administrare
Direcția logistică
Direcția IT și comunicații
Secția achiziții publice
Secția activitate economică și organizarea muncii

### Subdiviziuni subordonate ANP
Detașamentul cu destinație specială „Pantera”
Sarcinile și atribuțiile de bază ale colaboratorilor acestei subdiviziuni sunt: 
- prevenirea și reprimarea infracțiunilor și altor fapte ilicite în instituțiile penitenciare;
- participarea la asigurarea ordinii de drept în instituțiile de detenție;
- asigurarea securității condamnaților și a persoanelor aflate în stare de arest;
- asigurarea securității colaboratorilor sistemului administrației penitenciare și membrilor familiilor lor;
- colaborarea cu organele de drept privind desfășurarea operațiunilor speciale de asigurare a securității publice;
- participarea la acțiunile de reprimare sau lichidare a nesupunerilor și dezordinilor în masă, actelor de huliganism, altor acțiuni ilicite ale condamnaților, persoanelor aflate în stare de arest și altor cetățeni care destabilizează activitatea instituțiilor penitenciare;
- neutralizarea criminalilor înarmați în instituțiile departamentului;
- eliberarea persoanelor luate ca ostatici în instituțiile departamentului;
- participarea la acțiunile de căutare a condamnaților sau persoanelor aflate în stare de arest care au săvârșit acțiuni de evadare;
- asigurarea securității publice în cazul situațiilor excepționale.

Instituția a fost fondată la 1 aprilie 1991.

#### Centrul de instruire
Instituția este subordonată ANP, a cărei menire de bază constă în instruirea și perfecționarea permanentă a angajaților Sistemului Penitenciar. 
Obiectivele de bază ale acestei instituții sunt: 
- pregătirea profesională inițială și perfecționarea personalului sistemului penitenciar în vederea sporirii măiestriei profesionale;
- asigurarea condițiilor favorabile pentru acumularea cunoștințelor și deprinderilor practice, abilităților profesionale, necesare pentru exercitarea cu succes a obligațiunilor de serviciu;
- acumularea, selectarea, generalizarea și promovarea experienței avansate, inclusiv combinarea procesului de studiu teoretic cu practica întru realizarea obiectivelor sistemului penitenciar; *introducerea noilor standarde și forme de instruire continuă a personalului sistemului penitenciar.

#### Instituții penitenciare
- Penitenciarul numărul 1-Taraclia - penitenciar de tip închis. Suplimentar, pe lângă penitenciar funcționează un sector de tip deschis cu dislocarea acestuia în orașul Basarabeasca. Aici își execută pedeapsa condamnații majori de gen masculin, care au săvârșit infracțiuni deosebit de grave și excepțional de grave, precum și persoanele care au săvârșit infracțiuni ce constituie recidivă. Instituția penitenciară își are originile în anul 1981, având la acea dată statutul de colonie de corecție prin muncă cu regim sever.
- Penitenciarul numărul 2-Lipcani - penitenciar de tip închis și semiînchis, pentru detenția condamnaților de gen masculin care, în virtutea funcțiilor ocupate anterior, pot fi amenințați cu răzbunarea. Momentul fondării instituției penitenciare nr. 2-Lipcani poate fi considerat anul 1956.
- Penitenciarul numărul 3-Leova - penitenciar de tip închis. Aici își execută pedeapsa condamnații majori de gen masculin, care au săvârșit infracțiuni deosebit de grave și excepțional de grave, precum și persoanele care au comis infracțiuni ce constituie recidivă. În februarie 2020 a fost inaugurat un bloc destinat persoanelor condamnate pentru prima dată la pedeapsa închisorii, cărora li s-a stabilit executarea pedepsei într-un penitenciar de tip închis. Reconstrucția edificiului, cu o capacitate de 110 persoane, a fost efectuată în conformitate cu standardele internaționale în materia respectării drepturilor și libertăților fundamentale ale persoanei aflate în detenție, iar pentru renovare s-au investit 35,4 milioane de lei, bani alocați din bugetul de stat.
- Penitenciarul numărul 4-Cricova - penitenciar de tip semiînchis, pentru condamnații majori de gen masculin, care au săvârșit infracțiuni ușoare, mai puțin grave și grave, comise cu intenție. Colonia de corecție prin muncă cu regim comun nr. 4-Cricova a fost instituită prin ordinul Ministerului Afacerilor Interne al URSS din 3 iunie 1958.
- Penitenciarul numărul 5-Cahul - izolator de urmărire penală (instituție penitenciară de tip închis). În această instituție se dețin persoanele față de care este aplicată măsura arestului preventiv. Suplimentar, în penitenciar funcționează un sector de tip semiînchis pentru detenția condamnaților majori de gen masculin, antrenați la lucrări de deservire a penitenciarului. La momentul înființării, în anul 1968, instituția avea statutul de Colonie de corecție prin muncă cu regim comun.
- Penitenciarul numărul 6-Soroca - penitenciar de tip închis, unde își execută pedeapsa condamnații majori de gen masculin pentru infracțiuni deosebit de grave și excepțional de grave, precum și persoanele care au săvârșit infracțiune, ce constituie recidivă. Apariția unei închisori moderne în Soroca datează cu anul 1886, anterior au existat doar instituții primitive de arest, beciuri, case vechi etc.
- Penitenciarul numărul 7-Rusca – penitenciar în care își execută pedeapsa condamnatele de gen feminin. Suplimentar, în această instituție funcționează un sector pentru deținerea condamnatelor de gen feminin minore. Istoria coloniei își are punctul de început în anul 1944, când pe teritoriul ei se înființează lagărul de concentrare pentru prizonierii militari, aliați ai Germaniei, care a existat până în anul 1952.
- Penitenciarul numărul 8-Bender – penitenciar de tip semiînchis. Aici își execută pedeapsa condamnații majori de gen masculin, care au săvârșit infracțiuni ușoare, mai puțin grave și grave, săvârșite cu intenție. Momentul demarării activității instituției îl constituie 6 octombrie 1961, când, în baza Hotărârii Consiliului de Miniștri RSS Moldovenească nr. 421-42, a fost înființată Instituția penitenciară din orașul Bender.
- Penitenciarul numărul 9-Pruncul – penitenciar de tip închis. În instituție își execută pedeapsa condamnații majori de gen masculin, condamnați la închisoare pentru infracțiuni deosebit de grave și excepțional de grave, precum și persoanele care au săvârșit infracțiuni ce constituie recidivă. Instituția penitenciară nr. 9-Pruncul a fost fondată în anul 1960.
- Penitenciarul număr 10-Goian – penitenciar pentru minori. Instituția penitenciară nr. 10-Goian a fost înființată în anul 1973, ca subdiviziune a Coloniei de corecție prin muncă nr. 4 Cricova, cu statut de sector-așezare. În anul 2013 a fost inaugurat noul Penitenciar din Goian pentru detenția minorilor.
- Penitenciarul numărul 11-Bălți - izolator de urmărire penală (instituție penitenciară de tip închis). Istoria instituției penitenciare din or. Bălți cuprinde o perioadă de aproape 200 ani. Primele atestări țin de anul 1810, când este menționată documentar, pentru prima dată, construcția primelor blocuri ale închisorii, care aveau o capacitate de deținere a doar câteva zeci de condamnați.
- Penitenciarul numărul 12-Bender – izolator de urmărire penală (instituție penitenciară de tip închis). Aici se dețin persoanele față de care este aplicată măsura arestului preventiv. Suplimentar, în acesta funcționează un sector de tip semiînchis pentru detenția condamnaților majori, antrenați la lucrări de deservire a penitenciarului. Prima clădire de pe teritoriul actualului Penitenciar nr. 12-Bender datează cu anul 1914. Pe atunci exista un singur bloc, căruia, inițial, i-a fost acordat statutul juridic de “Colonie de reeducare prin muncă”.
- Penitenciarul numărul 13-Chișinău – izolator de urmărire penală (instituție penitenciară de tip închis). Aici se dețin persoanele față de care este aplicată măsura arestului preventiv. Suplimentar, aici funcționează un sector de tip semiînchis pentru detenția condamnaților majori, antrenați la lucrări de deservire a penitenciarului. Începutul existenței instituției penitenciare nr.13 datează cu anul 1812, când pe teritoriul actualului izolator de urmărire penală a fost construită o închisoare nu prea mare, din lemn. Peste circa două decenii, în anul 1834, arhitectul italian G.Torricelli a fost angajat de către autoritățile acelor timpuri pentru a realiza proiectul unei închisori, care a fost aprobat abia în anul 1844, de către arhitectul basarabean Osip Gaschii. În conformitate cu acest proiect, la intrarea în clădirea închisorii de atunci, se afla o biserică mică cu trei turnuri, unde deținuții se mărturiseau înainte de a fi executați. Apoi au fost ridicate și alte clădiri ale închisorii.
- Penitenciarul numărul 15-Cricova – penitenciar de tip închis. În această instituție își execută pedeapsa condamnații majori de gen masculin, condamnați la închisoare pentru infracțiuni deosebit de grave și excepțional de grave, precum și persoanele care au săvârșit infracțiuni ce constituie recidivă. Constituirea acestei instituții datează cu anul 1956.
- Penitenciarul numărul 16-Pruncul – instituție cu statut de spital penitenciar. Aici se dețin toate categoriile de condamnați, transferați de la alte instituții penitenciare, care necesită tratament ambulatoriu. În anul 1987, de la Colonia de corecție nr.9 au fost detașate două blocuri, fiecare a câte două etaje, împreună cu un teren mlăștinos, pe care s-a preconizat să fie construit spitalul pentru deținuții tuturor închisorilor din țară.
- Penitenciarul numărul 17-Rezina – izolator de urmărire penală (instituție penitenciară de tip închis), unde se dețin persoanele față de care este aplicată măsura arestului preventiv. Suplimentar, în această instituție funcționează un sector de tip închis, pentru persoanele condamnate la detențiune pe viață, un sector de tip semiînchis, pentru detenția condamnaților majori de gen masculin, implicați în lucrările de deservire a penitenciarului și un sector cu statut de spital penitenciar, unde sunt plasați deținuții bolnavi de tuberculoză. Un eveniment marcant în istoria activității Penitenciarului nr. 17-Rezina se produce în anul 1995, când prin ordinul MAI nr. 60 din 03.04.1995, Colonia de corecție prin muncă nr.17 a fost redenumită în Penitenciarul nr. 17-Rezina. În același an, aici, au ajuns primii deținuți, condamnați la executarea pedepsei penale privative de libertate în colonie cu regim sever.
- Penitenciarul numărul 18-Brănești – penitenciar de tip semiînchis, în care își execută pedeapsa condamnații de gen masculin, care au săvârșit infracțiuni ușoare, mai puțin grave și grave, săvârșite cu intenție. Activitatea instituției penitenciare nr. 18-Brănești își are începutul în anul 1965.